# Cuerpo Gobernante de los Testigos de Jehová

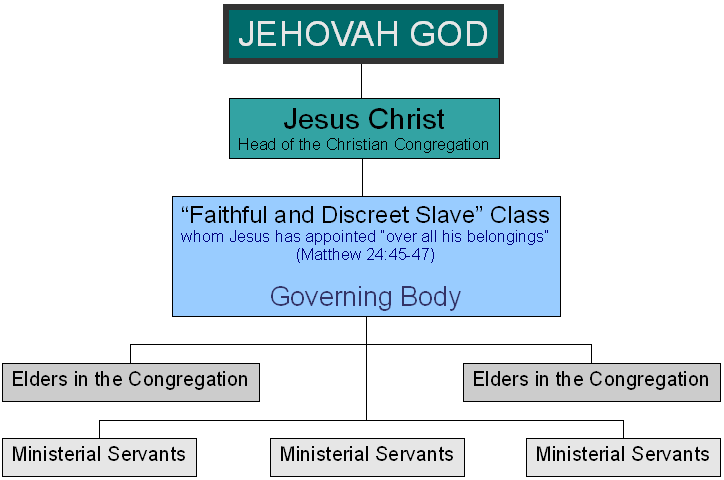
Diagrama que representa la estructura organizativa de los testigos de Jehová.

El Cuerpo Gobernante de los Testigos de Jehová es el consejo directivo de esta denominación cristiana. Tiene su sede en Warwick, Nueva York. El Cuerpo Gobernante instruye, supervisa la producción de material escrito y audiovisual para publicaciones y asambleas, además de organizar y administrar las operaciones mundiales del grupo. Los testigos de Jehová consideran que este consejo los guía gracias a la dirección del espíritu santo.  Las publicaciones oficiales se refieren a los miembros del Cuerpo Gobernante como seguidores de Cristo en lugar de líderes religiosos.
Su tamaño ha variado, de siete (2014-2018)  a dieciocho (1974-1980)  miembros. Los nuevos miembros del Cuerpo Gobernante son seleccionados por los miembros existentes. Para 2024 son 11 miembros.

## Historia
Desde su incorporación en 1884, la Sociedad Watch Tower Bible and Tract de Pennsylvania ha sido dirigida por un presidente y una junta de directores. Hasta enero de 1976, el presidente ejerció un control total de las doctrinas, las publicaciones y las actividades de la Sociedad Watch Tower y las denominaciones religiosas con las que estaba relacionada: los Estudiantes de la Biblia y los testigos de Jehová.  Cuando el segundo presidente de la Sociedad, JF Rutherford , se enfrentó a la oposición de los directores en 1917, los despidió. En 1925 anuló el comité editorial de la Sociedad Watch Tower cuando se opuso a la publicación de un artículo sobre doctrinas en disputa con respecto al año 1914. En 1931, el comité editorial se disolvió. 
En 1943, The Watchtower describió a la Watch Tower Bible and Tract Society como el "cuerpo gobernante legal" de los testigos de Jehová ungidos.  Un año después, en un artículo que se oponía a la elección democrática de los ancianos de la congregación , la revista decía que el nombramiento de tales personas era el deber de "un cuerpo gobernante visible bajo Jehová Dios y su Cristo".  Durante varios años, el papel y la identidad específica del órgano de gobierno permanecieron indefinidos. Un manual de organización de 1955 declaró que "el cuerpo de gobierno visible se ha identificado estrechamente con la junta directiva de esta corporación". Refiriéndose a eventos relacionados con su convención de 1957, una publicación de 1959 dijo que "el cuerpo espiritual gobernante de los testigos de Jehová observó los acontecimientos [entonces] el presidente de la Sociedad Watch Tower Bible & Tract [actuó]".  El Anuario de los testigos de Jehová de 1970 señaló que la Sociedad Watch Tower Bible and Tract de Pensilvania era la organización utilizada para planificar la actividad de los testigos de Jehová y proporcionarles "alimento espiritual", y luego declaró: "Así que realmente el cuerpo gobernante de Los testigos de Jehová son la junta directiva de la Sociedad Watch Tower Bible and Tract de Pensilvania ". 
El 1 de octubre de 1971, el vicepresidente de la Sociedad Watch Tower, Frederick Franz, se dirigió a la reunión anual de la corporación de Pensilvania en Buckingham, Pensilvania , y declaró que la corporación legal de la Sociedad Watch Tower era una "agencia" o "instrumento temporal" utilizado por la Consejo de Administración en nombre del " esclavo fiel y discreto ".  Tres semanas después, el 20 de octubre, cuatro hombres adicionales se unieron a los siete miembros de la junta directiva de la Sociedad en lo que se conoció como un Cuerpo Gobernante ampliado y separado. Hasta entonces, la junta directiva se había reunido solo esporádicamente, generalmente para discutir la compra de propiedad o equipo nuevo, dejando las decisiones sobre la literatura de la Sociedad Watch Tower en manos del presidente y vicepresidente, Nathan Knorr y Fred Franz.  La Atalaya del 15 de diciembre de 1971 fue la primera en escribir con mayúscula sin ambigüedades el término "Cuerpo Gobernante de los testigos de Jehová" como el grupo definido que lidera la denominación, con una serie de artículos que explican su función y su relación con la Watch. Tower Society. 
El enfoque en el nuevo concepto de liderazgo " teocrático " fue acompañado por declaraciones de que la estructura no era realmente nueva: La Watch Tower declaró que "un cuerpo gobernante hizo su aparición" algún tiempo después de la formación de la Sociedad Watch Tower de Zion en 1884,  aunque no se había mencionado como tal en ese momento.  El artículo decía que el presidente de la Sociedad Watch Tower, Charles Taze Russell, había sido miembro del cuerpo gobernante.  Los 1972 Anuario de los testigos de Jehovádeclaró que después de la muerte de Rutherford en 1942 "una de las primeras cosas que decidió el cuerpo gobernante fue la inauguración de la Escuela del Ministerio Teocrático" y agregó que el "cuerpo gobernante" había publicado millones de libros y Biblias en los treinta años anteriores.   
En 1972, un artículo de Question From Readers en La Atalaya reforzó aún más el concepto del "Cuerpo Gobernante"; la revista dijo que el término se refería a una agencia que administra políticas y proporciona dirección, guía y regulación organizacional y, por lo tanto, era "apropiado, apropiado y bíblico".  cambios organizativos en los niveles más altos de la Sociedad Watch Tower en 1976 aumentaron significativamente los poderes y la autoridad del Cuerpo Gobernante.  El organismo nunca ha tenido una existencia corporativa legal y opera a través de la Sociedad Watch Tower y su junta directiva. 

### Reorganización
El Cuerpo Gobernante votó en diciembre de 1975 para establecer seis comités operativos para supervisar los diversos requisitos administrativos de las actividades mundiales de la organización que anteriormente habían estado bajo la dirección del presidente; además, cada superintendente de sucursal debía ser reemplazado por un Comité de Sucursal de al menos tres miembros.  El cambio, que entró en vigor el 1 de enero de 1976, se describió en el libro de historia de 1993 de la Sociedad Watch Tower, Los testigos de Jehová, proclamadores del Reino de Dios , como "uno de los reajustes organizativos más importantes en la historia moderna de testigos de Jehová."

### Conflictos en la Sede Mundial
En 1980, surgió disensión entre los miembros del Cuerpo Gobernante con respecto a la importancia de 1914 en las doctrinas de los testigos de Jehová. Según los ex Testigos James Penton y Heather y Gary Botting , la insatisfacción interna con las doctrinas oficiales siguió creciendo, lo que llevó a una serie de investigaciones secretas y audiencias judiciales. En consecuencia, los miembros disidentes fueron expulsados del personal de la sede de Brooklyn en el mismo año.   

### Ayudantes
La edición del 15 de abril de 1992 de La Atalaya incluía un artículo titulado La provisión de Jehová, los "dados", que trazaba un paralelo entre los antiguos no israelitas a quienes se les habían asignado deberes en el templo (los " netineos " y los "hijos de los siervos de Salomón" ) y Ancianos Testigos en posiciones de responsabilidad inmediatamente bajo la supervisión del Cuerpo Gobernante que no profesaban ser "ungidos". 

Tanto ese número de La Atalaya como el Anuario de los testigos de Jehová de 1993 llevaban el mismo anuncio:
En vista del tremendo aumento en todo el mundo, parece apropiado en este momento proporcionar al Cuerpo Gobernante alguna asistencia adicional. Por ello se ha decidido invitar a varios ayudantes, principalmente de entre la gran muchedumbre, a participar en las reuniones de cada uno de los Comités del Cuerpo Gobernante, es decir, los Comités de Personal, Publicaciones, Servicio, Enseñanza y Redacción. Así, el número de asistentes a las reuniones de cada uno de estos comités se incrementará a siete u ocho. Bajo la dirección de los miembros del comité que sean miembros del Cuerpo Gobernante, estos asistentes participarán en las discusiones y llevarán a cabo diversas tareas que les encomiende el comité. Este nuevo arreglo entra en vigor el 1 de mayo de 1992. Desde hace muchos años, el número del resto de Testigos ungidos ha ido disminuyendo,
Cada uno de los miembros actuales del Cuerpo Gobernante sirvió como "ayudante" del comité antes de ser nombrado miembro del propio Cuerpo Gobernante.  El nombramiento de ayudantes para los comités del Cuerpo Gobernante se describió en 2006 como "otro refinamiento más".

### 2000 y más allá
Hasta el año 2000, los directores y oficiales de la Sociedad Watch Tower eran miembros del Cuerpo Gobernante. Desde entonces, los miembros del Cuerpo Gobernante eclesiástico no han servido como directores de ninguna de las diversas corporaciones utilizadas por los testigos de Jehová , y el Cuerpo Gobernante ha delegado tales responsabilidades administrativas a otros miembros del grupo.

## Comités
El Cuerpo Gobernante funciona a través de sus seis comités, que llevan a cabo diversas funciones administrativas.  Cada comité es asistido por "ayudantes", que no necesariamente profesan ser "ungidos". Los miembros del Cuerpo Gobernante suelen reunirse, en pleno, una vez por semana, salvo casos excepcionales.   
- El Comité de Personal hace arreglos para que los voluntarios sirvan en la sede de la organización y las sucursales en todo el mundo , que se conocen como Betel (de un término hebreo que significa casa de Dios ). Supervisa los arreglos para la asistencia personal y espiritual del personal de Betel, así como la selección e invitación de nuevos miembros de Betel.
- El Comité de Publicación supervisa la impresión, publicación y envío de literatura, así como los asuntos legales relacionados con la impresión, como la obtención de propiedad para instalaciones de impresión. Es responsable de supervisar las fábricas, las propiedades y las operaciones financieras de las corporaciones utilizadas por los testigos de Jehová.
- El Comité de Servicio supervisa la actividad evangelizadora de los testigos de Jehová, que incluye superintendentes viajantes, precursores y las actividades de los publicadores de congregación. Supervisa la comunicación entre la sede internacional, las sucursales y las congregaciones. Examina los informes anuales de la actividad de predicación de las Sucursales. Tiene a su cargo las invitaciones a la escuela de Galaad , la Escuela de Evangelizadores del Reino, la Escuela de Superintendentes Viajantes, y de asignar a los graduados de estas escuelas a sus lugares de servicio.
- El Comité de Enseñanza organiza reuniones de congregación, asambleas de circuito y asambleas regionales e internacionales, así como varias escuelas para ancianos, siervos ministeriales, precursores y misioneros, como la escuela de Galaad. Supervisa la preparación del material que se utilizará en la enseñanza y supervisa el desarrollo de nuevos programas de audio y video.
- El Comité de Redacción supervisa la redacción y traducción de todo el material publicado por la Sociedad Watch Tower Bible and Tract, incluidos los bosquejos de los discursos. Responde a preguntas sobre cuestiones bíblicas, doctrinales y morales, problemas específicos en las congregaciones y la posición de los miembros en las congregaciones.
- El Comité de Coordinadores se ocupa de emergencias, socorro en casos de desastre y otros asuntos. Está formado por los coordinadores, de cada uno de los demás Comités del Cuerpo Gobernante y un secretario que también es miembro del Cuerpo Gobernante. Es responsable del funcionamiento eficiente de los demás comités.

| Comité de Coordinadores | - John Ekrann - Robert Wallen |
| Comité de Personal      | - Gerald Grizzle - Patrick LaFranca - Daniel Molchan - Ralph Walls                                                                             |
| Comité de Publicación   | - Don Adams - Robert Butler - Harold Corkern - Donald Gordon - Robert Luccioni - Alex Reinmueller - David Sinclair                             |
| Comité de Servicio      | - Gary Breaux - Joel Dellinger - Seth Hyatt - Christopher Mavor - Baltasar Perla, Jr. - William Turner, Jr. - Robert Wallen - Leon Weaver, Jr. |
| Comité de Enseñanza     | - Ronald Curzan - Kenneth Flodin - William Malenfant - Mark Noumair - David Schafer                                                            |
| Comité de Redacción     | - Robert Ciranko - James Mantz - Izak Marais - Gene Smalley - John Wischuk                                                                     |

## Representantes
Inicialmente, el Cuerpo Gobernante nombró directamente a todos los ancianos de la congregación. Para 1975, se decía que el nombramiento de ancianos y siervos ministeriales era "realizado directamente por un cuerpo gobernante de ancianos ungidos por espíritu o por ellos a través de otros ancianos que representaban a este cuerpo". En 2001, La Atalaya declaró que las recomendaciones para tales nombramientos se enviaron a las sucursales. A partir de septiembre de 2014, los superintendentes de circuito nombran ancianos y siervos ministeriales después de conversar con los ancianos de la congregación, sin consultar con la sucursal. 
El Cuerpo Gobernante sigue nombrando directamente a los miembros del comité de la sucursal y a los superintendentes viajantes, y solo esos nombramientos directos se describen como "representantes del Cuerpo Gobernante".

## Relación con "esclavo fiel y prudente" (antes "esclavo fiel y discreto")
Se dice que el Cuerpo Gobernante proporciona "alimento espiritual" a los testigos de Jehová en todo el mundo.  Hasta finales de 2012, el Cuerpo Gobernante se describió a sí mismo como el representante  y "portavoz" de la "clase de esclavos fieles y discretos" de Dios (los testigos de Jehová que profesan ser ungidos ) que colectivamente se dice que son el "profeta" de Dios  y el "canal para una nueva luz espiritual". El Cuerpo Gobernante no consulta con los otros Testigos ungidos a quienes se dice que representa al formular políticas y doctrinas o aprobar material para publicaciones y convenciones; Se suponía que la autoridad del Cuerpo Gobernante era análoga a la de los ancianos de Jerusalén en casos como el problema de la circuncisión en el siglo primero .  La mayoría de los Testigos que profesan ser ungidos no tienen autoridad para contribuir al desarrollo o cambio de doctrinas.  Se instruye a los Testigos ungidos a permanecer modestos y evitar "especular salvajemente sobre cosas que aún no están claras", en lugar de esperar a que Dios revele sus propósitos  enLa Atalaya . 
En 2009, La Atalaya indicó que la diseminación de "nueva luz espiritual" es responsabilidad de solo "un número limitado" de la "clase esclava", preguntando: "¿Son todos estos ungidos en toda la tierra parte de una red global que es involucrado de alguna manera en revelar nuevas verdades espirituales? No. "  En 2010, la sociedad dijo que las "verdades profundas" fueron discernidas por "representantes responsables" de la "clase esclava fiel y discreta" en la sede del grupo, y luego consideradas por todo el Cuerpo Gobernante antes de tomar decisiones doctrinales.  En agosto de 2011, el Cuerpo Gobernante declaró que "no tenemos forma de saber el número exacto de ungidos en la tierra, ni necesitamos saberlo", En la Reunión Anual de 2012 de la Sociedad Watch Tower, el "esclavo fiel y discreto" se redefinió como una referencia únicamente al Cuerpo Gobernante y los términos ahora son sinónimos. 
Según ellos se basan en las palabras de Jesucristo en Mateo 24:45-47

## Miembros del Cuerpo Gobernante

### Actuales miembros del Cuerpo Gobernante
Las siguientes personas son miembros del Cuerpo Gobernante de los Testigos de Jehová  (año indicado entre paréntesis):
- Samuel Frederick Herd (1999)
- Geoffrey William Jackson (2005)
- Mark Stephen Lett (1999)
- Gerrit Lösch (1994)
- D. Mark Sanderson (2012)
- David H. Splane (1999)
- Kenneth Cook (2018)
- Gage Fleegle (2023)
- Jeffrey Winder (2023)
- Jody Jedele (2024)
- Jacob Rumph (2024)

### Exmiembros del Cuerpo Gobernante
Antes de 1971, varios directores de la Sociedad Watch Tower fueron identificados informalmente como miembros del "cuerpo gobernante". Las publicaciones de los testigos de Jehová comenzaron a capitalizar Cuerpo Gobernante como nombre propio en 1971; La Atalaya de ese año anunció que "El actual Cuerpo Gobernante comprende once testigos ungidos de Jehová". Estos once miembros se indican en cursiva en la lista siguiente. Los años en que estuvieron activos como miembros se muestran entre paréntesis. Todos ellos sirvieron hasta su muerte, a menos que se especifique.
- Thomas J. Sullivan (1932-1999)
- Grant Suiter (1938-1983)
- Nathan Homer Knorr (1940–1977): tercer presidente de la Sociedad Watch Tower incorporada
- Frederick William Franz (1944–1992): cuarto presidente de la Sociedad Watch Tower incorporada
- Lyman Alexander Swingle (1945-2001)
- Milton George Henschel (1947–2003): quinto presidente de la Sociedad Watch Tower incorporada
- John O. Groh (1965-1975)
- Raymond Franz (1971-1980)
- George D. Gangas (1971-1994)
- Leo K. Greenlees (1971-1984)
- William K. Jackson (1971-1981)
- William Lloyd Barry (1974-1999)
- John C. Booth (1974-1996)
- Ewart C. Chitty (1974-1979)
- Charles J. Fekel (1974-1977)
- Theodore Jaracz (1974-2010)
- Karl F. Klein (1974-2001)
- Albert D. Schroeder (1974-2006)
- Daniel Sydlik (1974–2006)
- Carey W. Barber (1977-2007)
- John E. Barr (1977-2010)
- Martin Pötzinger (1977-1988)
- Guy Hollis Pierce (1999-2014)
- Anthony Morris III (2005-2023)